# Platte (EP)
Platte ist die erste EP des deutschen Rappers und Sängers Apache 207. Sie erschien am 25. Oktober 2019 über das zu Four Music gehörende Label TwoSides ausschließlich zum Download und Streaming.

## Produktion
An der Produktion der EP waren zehn verschiedene Musikproduzenten beteiligt. So wurden die Lieder Wieso tust du dir das an? und Doch in der Nacht jeweils von Macloud, Miksu und Deats produziert, während die Musik zu Sex mit dir von Abaz stammt. Lucry produzierte zusammen mit Suena den Song Roller und gemeinsam mit The Royals das Stück Grey Goose. Weitere Beats stammen von den Jugglerz (Beef), Stickle (200 km/h) und Thomas Porzig (Keine Fragen).

## Covergestaltung
Das Cover der EP zeigt Apache 207, der eine Sonnenbrille trägt und auf den Betrachter hinabblickt, wobei man seine Schuhsohle sieht. Im Hintergrund befindet sich die Fassade eines Gebäudes. Die schwarzen Schriftzüge Apache207 und Platte stehen am unteren Bildrand.

## Titelliste
| # | Titel                     | Produzent(en)         | Länge |
| - | ------------------------- | --------------------- | ----- |
| 1 | Sex mit dir               | Abaz                  | 2:52  |
| 2 | Roller                    | Lucry, Suena          | 2:37  |
| 3 | Beef                      | Jugglerz              | 2:26  |
| 4 | 200 km/h                  | Stickle               | 2:43  |
| 5 | Keine Fragen              | Thomas Porzig         | 2:53  |
| 6 | Wieso tust du dir das an? | Macloud, Miksu, Deats | 2:55  |
| 7 | Doch in der Nacht         | Macloud, Miksu, Deats | 3:11  |
| 8 | Grey Goose                | Lucry, The Royals     | 2:46  |

## Kommerzieller Erfolg

### Chartplatzierungen und Singles
Platte stieg am 1. November 2019 auf Platz vier in die deutschen Albumcharts ein und belegte in den folgenden Wochen die Ränge sechs und zehn. Insgesamt konnte sich die EP 182 Wochen in den Top 100 halten, womit sie zu den am längsten in den deutschen Charts platzierten Alben zählt. In den deutschen Hip-Hop-Charts platzierte sich das Album sieben Wochen an der Chartspitze, lediglich Palmen aus Plastik 2 von Bonez MC und RAF Camora konnte sich mit neun Wochen länger an ebendieser platzieren. Auch in Österreich erreichte die EP Position vier, während sie in der Schweizer Hitparade auf Platz elf einstieg.
In den deutschen Album-Jahrescharts 2019 belegte Platte Rang 66 und in Österreich Platz 56. In den Jahrescharts 2020 konnte sich die EP auf Position 21 in Deutschland und Österreich platzieren, in der Schweiz erreichte sie Rang 84.
| ChartsChartplatzierungen | Höchstplatzierung | Wochen |
| ------------------------ | ----------------- | ------ |
| Deutschland (GfK)        | 4 (… Wo.)         | …      |
| Österreich (Ö3)          | 4 (70 Wo.)        | 70     |
| Schweiz (IFPI)           | 11 (65 Wo.)       | 65     |

| ChartsJahrescharts (2019) | Platzierung |
| ------------------------- | ----------- |
| Deutschland (GfK)         | 66          |
| Österreich (Ö3)           | 56          |

| ChartsJahrescharts (2020) | Platzierung |
| ------------------------- | ----------- |
| Deutschland (GfK)         | 21          |
| Österreich (Ö3)           | 21          |
| Schweiz (IFPI)            | 84          |

| ChartsJahrescharts (2023) | Platzierung |
| ------------------------- | ----------- |
| Deutschland (GfK)         | 70          |

| ChartsJahrescharts (2024) | Platzierung |
| ------------------------- | ----------- |
| Deutschland (GfK)         | 60          |

Die erste Single Roller erschien am 23. August 2019 zum Download und wurde ein großer Erfolg. So erreichte sie in Deutschland Platz eins in den Charts und erhielt für mehr als 1,8 Millionen verkaufte Einheiten eine neunfache Goldene Schallplatte. Die zweite Auskopplung 200 km/h wurde am 20. September veröffentlicht und belegte Rang vier in Deutschland, während die dritte Single Wieso tust du dir das an?, die am 18. Oktober 2019 erschien, wiederum die Chartspitze erreichte. Nach Veröffentlichung des Albums stiegen auch die anderen fünf Songs aufgrund von Streaming und Downloads in die deutschen Charts ein.

### Auszeichnungen für Musikverkäufe
Für mehr als 200.000 verkaufte Exemplare wurde die EP im November 2022 in Deutschland mit einer Platin-Schallplatte ausgezeichnet.
| Land/Region        | Auszeichnungen für Musikverkäufe (Land/Region, Auszeichnung, Verkäufe) | Verkäufe |
| ------------------ | ---------------------------------------------------------------------- | -------- |
| Deutschland (BVMI) | Platin                                                                 | 200.000  |
| Schweiz (IFPI)     | Platin                                                                 | 20.000   |
| Insgesamt          | 2× Platin ·                                                            | 220.000  |

## Rezeption
| Professionelle Bewertungen | Professionelle Bewertungen |
| -------------------------- | -------------------------- |
| Kritiken                   |                            |
| Quelle                     | Bewertung                  |
| laut.de                    | [ 15 ]                     |

Dani Fromm von der Internetseite laut.de bewertete Platte mit drei von möglichen fünf Punkten. Sie attestiert Apache 207, dass er gut rappen und singen könne, allerdings seien die Texte „so langweilig und ausgelutscht, dass ‚zweidimensional‘ als Beschreibung dafür noch ein Kompliment wäre“. Die Produktionen seien zwar „wirklich unglaublich gelungen“, doch bemängelt Fromm fehlende Abwechslung in den Songkonzepten.